# Franz von Rosthorn

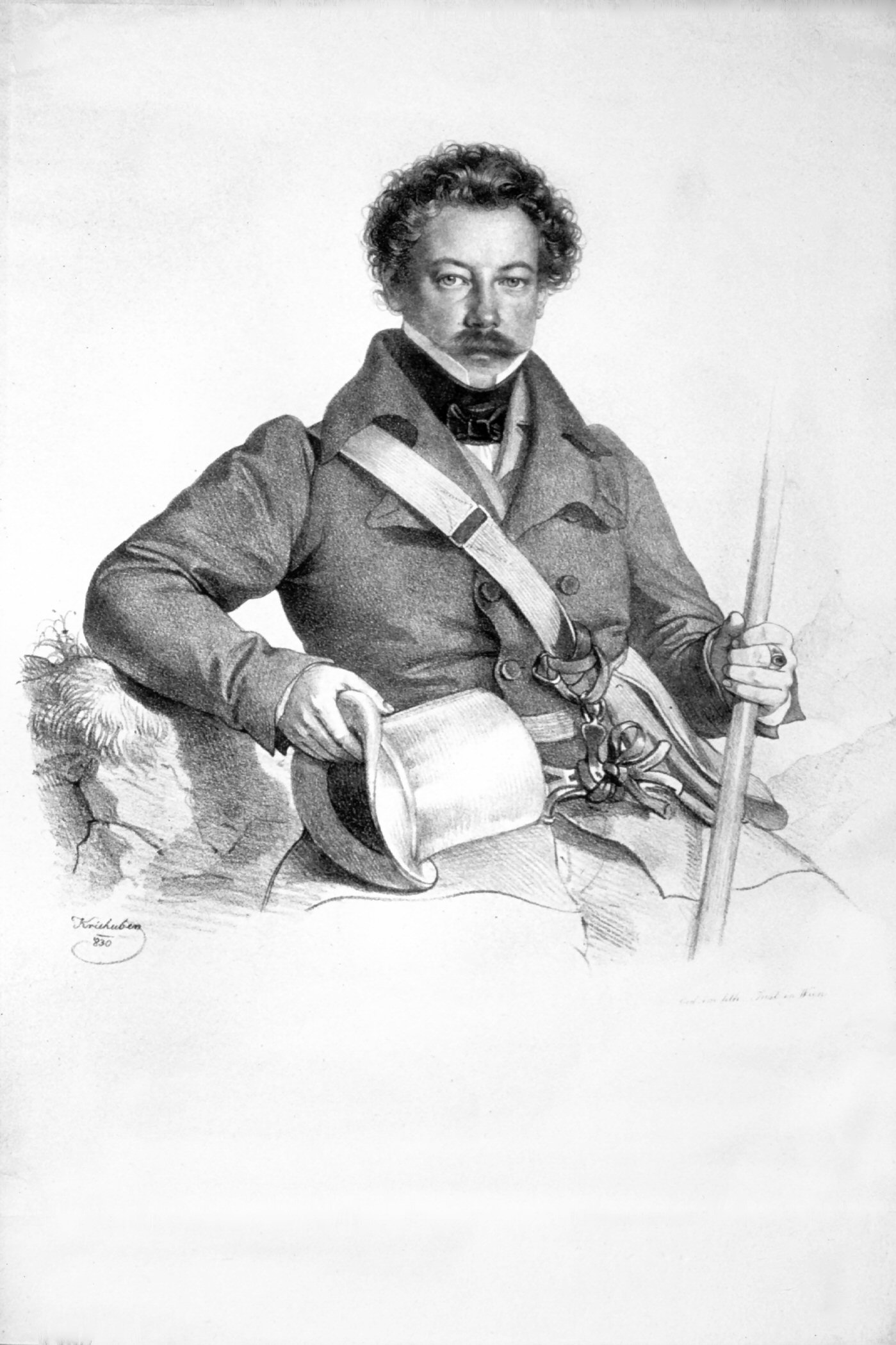
Franz von Rosthorn, Lithographie von Josef Kriehuber, 1830

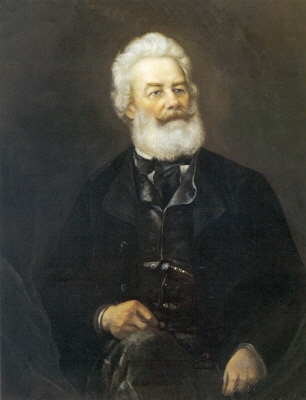
Franz von Rosthorn
Porträt um 1885

Franz Serafin Ernestus Apollonius Edler von Rosthorn (* 18. April 1796 in Wien; † 17. Juni 1877 in Klagenfurt) war ein österreichischer Industrieller.

## Leben und Wirken

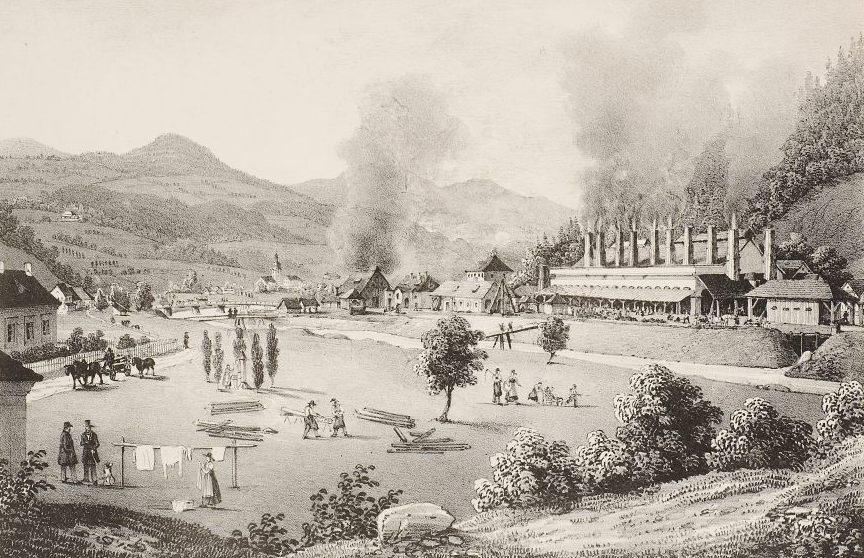
Prävali auf einer Grafik um 1844 mit dem Werk der Familie Rosthorn und Dickmann-Secherau

Franz von Rosthorn, Mitglied der Industriellenfamilie Rosthorn in zweiter Generation, studierte in den Jahren 1814 bis 1818 an der Bergakademie Schemnitz (heute Banská Štiavnica, Slowakei) Bergbaukunde, Markscheiderei und Mineralogie.
Im Jahr 1823 übersiedelte er nach Kärnten, wo er für die Brüder den Kohlenberg Liescha erwarb, um den Bezug von Zinkerzen aus Raibl und Bleiberg sicherzustellen. Dabei überwachte er auch den Bau der Zinkhütte Prävali. In den Jahren 1826 bis 1837 leitete er die Eisenhütten in Wölch und Loben bei St. Leonhard, die später zur Wolfsberger AG gehörten. 
Von seiner Metallverarbeitungsfabrik mit der Messingknopfherstellung in Oed trennte er sich und steckte sein Vermögen in Prävali sowie in das Walzwerk Buchscheiden bei Feldkirchen.
Ab 1822 durchwanderte er Kärnten und die angrenzenden Gebiete. So war er 1828 am Triglav und als Begleiter von Erzherzog Johann bei der Alpenreise oder bestieg im Folgejahr mit dem Schweizer Geologen Arnold Escher von der Linth den Großglockner. 1834 war er in Kroatien, 1842 im Karst, Idrija und Bohinj. Bei seinen Unternehmungen waren jeweils die geologischen Beobachtungen von Interesse, die er alle niederschrieb, allerdings nur zum Teil selbst veröffentlichte. Auch umfangreiche Sammlungen von Mineralien legte er an.
In der Kommission zur Erstellung einer neuen Kärntner Bergwerksordnung vertrat er die Bergbauunternehmen. In kommunalen Vertretungen war er ebenso, wie der Kärntner Landwirtschaftsgesellschaft. Ehrenmitglied war er im Innerösterreichischen Verein zur Förderung und aufmunterung der Industrie und des Gewerbes. Von 1846 bis 1861 war er Abgeordneter im Kärntner Landtag und Gemeinderat in Klagenfurt. Von 1850 an war er über 20 Jahre lang Präsident der Handels- und Gewerbekammer für Kärnten. 
Nach dem Konkurs seiner Unternehmen im Jahr 1869 verlor er auch einen großen Teil seiner wertvollen Mineraliensammlung. 1870 zog er sich aus dem öffentlichen Leben zurück. 
Zeit seines Lebens stand er mit namhaften Geologen in Kontakt, wie die deutschen Geologen Ami Boué und Christian Keferstein oder dem österreichischen Geologen Paul Partsch.
Er war Ehrenmitglied der Societät für gesammte Mineralien in Jena, der Societé géologique de France in Paris, des geognostischen, montanistischen Vereins von Steiermark, Mitglied der Leopoldina in Halle und korrespondierendes Mitglied der Reichsanstalt in Wien.
Er zählt zu den Mitbegründern des Kärntner Landesmuseums, wo auch ein Großteil seiner mineralogisch-petrographischen Sammlung aufbewahrt wird. Nach ihm ist das fossile Harz Rosthornit aus der eozänen Kohle Kärntens benannt.
Rosthorn starb am 17. Juni 1877 in Klagenfurt, bestattet ist er in der Rosthorn-Gruft am Friedhof St. Ruprecht, die er bereits 1855 für seine erste Frau errichten ließ.

## Werke
- Mineralogie und Geognosie von Kärnten, Klagenfurt 1854